# Нараян Рао
Нараян Рао (10 серпня 1755 — 30 серпня 1773) — пешва держави Маратха.

## Життєпис
Був сином Баладжі Баджі Рао. Останній помер 1761 року, після того як отримав звістку про розгром маратхів у битві при Паніпаті (в якій загинув його старший син Вішвас Рао), а новим пешвою став Мадхав Рао I, старший брат Нараяна Рао. 1770 року Нараян Рао увійшов до складу уряду.
Мадхав Рао помістив свого дядька, Раґханатха Рао під домашній арешт. 1772 року, коли Мадхав Рао помер через туберкульоз, то Нараян Рао став новим пешвою, однак через його малоліття регентом при ньому став саме Раґханатх Рао.
У серпні 1773 року, під час свята бога Ґанеші, Сумер Сінгх Гарді разом з кількома солдатами пробрався до покою Нараяна Рао, та забрав його з собою та вбив. Тіло Нараяна Рао було потай кремовано. Новим пешвою став Раґханатх Рао.